# Norbert Hahn

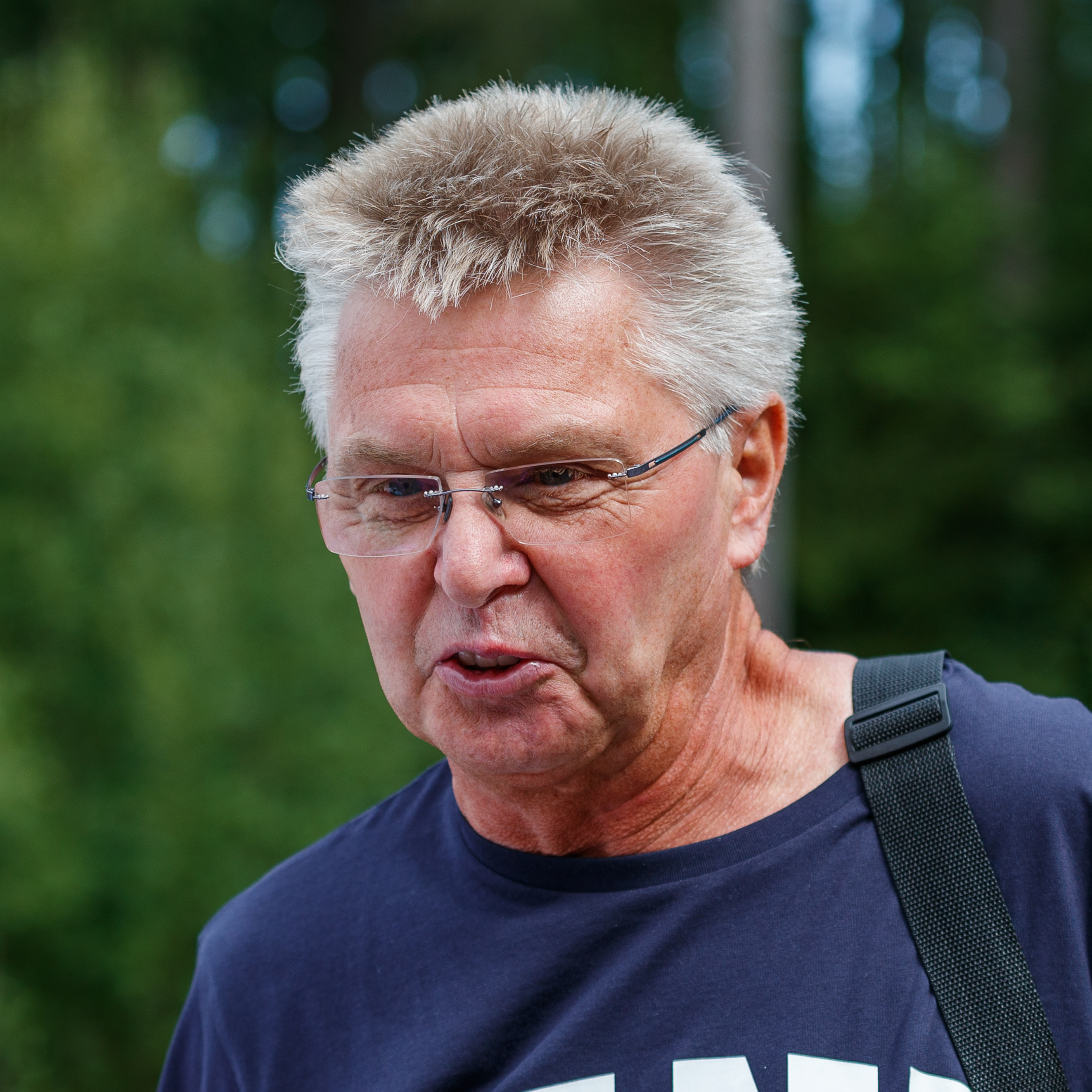
Hahn (2022)

Norbert Hahn (* 6. Januar 1954 in Elbingerode (Harz)) ist ein ehemaliger deutscher Rennrodler. 

## Rennrodler-Karriere
Er erlernte das Rodeln in Ilmenau, wo er auch in seiner Jugend trainierte, bevor er zum ASK Vorwärts Oberhof wechselte. Zusammen mit Hans Rinn wurde er bei den Olympischen Spielen 1976 in Innsbruck und 1980 in Lake Placid jeweils Olympiasieger im Rodeln. Hinzu kamen Europameistertitel 1973, 1975, 1978 und 1980, der Weltmeistertitel 1977 und weitere Medaillenränge bei Welt- und Europameisterschaften.
Nach einem Studium an der DHfK in Leipzig übernahm er 1989 als Cheftrainer die Verantwortung für die Rodler in seinem Oberhofer Verein. Hahn war einer der erfolgreichsten Rodeltrainer der Welt. Seine Schützlinge gewannen 6 olympische Goldmedaillen, 21 WM- und 24 EM-Titel sowie insgesamt 125 Medaillen bei Olympischen Spielen, Welt- und Europameisterschaften. Zu den von ihm trainierten Sportlern gehörten u. a. die Doppelsitzer Jörg Hoffmann/Jochen Pietzsch und Stefan Krauße/Jan Behrendt, Jens Müller, Silke Kraushaar und Tatjana Hüfner. Hahn ging im Oktober 2017 in den Ruhestand, gehörte aber bei den Olympischen Spielen in Pyeongchang noch zum Trainerstab der deutschen Rennrodler.
Hahn erhielt mehrmals den Vaterländischen Verdienstorden: 1976 und 1980 in Silber sowie 1988 in Bronze.

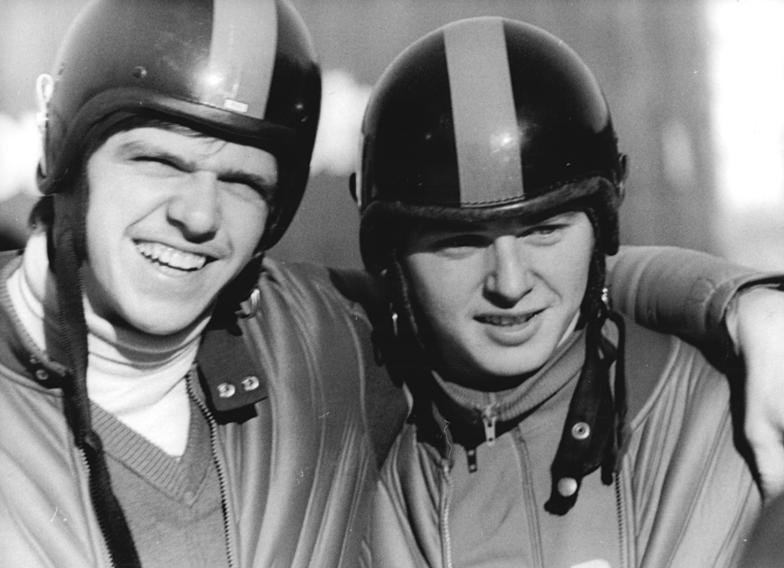
Hans Rinn (links) und Norbert Hahn im Januar 1974

## Erfolge

### Weltcupsiege
Doppelsitzer
| Nr. | Datum         | Ort          | Bahn                 |
| --- | ------------- | ------------ | -------------------- |
| 1.  | 13. Jan. 1979 | Hammarstrand | Bobbahn Hammarstrand |